# Китайский экспериментальный реактор на быстрых нейтронах
Китайский экспериментальный реактор на быстрых нейтронах (англ. China Experimental Fast Reactor (CEFR) кит. 中国实验快堆) — действующий научно-исследовательский реактор на быстрых нейтронах, расположенный на территории Китайского института атомной энергии (CIAE) недалеко от Пекина.
Опытный реактор относится к реакторам бассейного типа с натриевым теплоносителем, его тепловая мощность составляет 65 МВт, электрическая мощность — 20 МВт.
В июле 2010 года состоялся успешный пуск экспериментального реактора, 21 июля 2011 года реактор был подключен к энергосети.
В проекте создания в КНР опытного реактора на быстрых нейтронах четвёртого поколения участвовали многие предприятия Госкорпорации «Росатом», в том числе НИИАР (обучение ремонтного и эксплуатационного персонала реактора CEFR с 2003 года, стажировка на местах энергетической установки БОР-60), «ОКБМ Африкантов» (монтаж и производство оборудования). 
Топливо для загрузки CEFR было поставлено компанией Росатома «ТВЭЛ».

## Энергоблоки
| Энергоблок | Тип реакторов | Мощность | Мощность | Начало строительства | Физпуск    | Подключение к сети | Ввод в эксплуатацию | Закрытие |
| Энергоблок | Тип реакторов | Чистый   | Брутто   | Начало строительства | Физпуск    | Подключение к сети | Ввод в эксплуатацию | Закрытие |
| ---------- | ------------- | -------- | -------- | -------------------- | ---------- | ------------------ | ------------------- | -------- |
| CEFR       | FBR, BN-20    | 20 МВт   | 25 МВт   | 10.05.2000           | 21.07.2010 | 21.07.2011         | —                   | —        |